# Rœux
Rœux est une commune française située dans le département du Pas-de-Calais en région Hauts-de-France. Ses habitants sont appelés les Rœuxois. La commune est membre de la communauté urbaine d'Arras.

## Géographie

### Localisation
Localisée dans le sud-est du département du Pas-de-Calais, Rœux est une commune, traversée par la LGV Nord, la Scarpe canalisée et les autoroutes A1 et A26, située, à vol d'oiseau, à 9 km à l'est de la commune d’Arras (aire d'attraction, chef-lieu d'arrondissement et préfecture du Pas-de-Calais). Son territoire comprend une zone de marais, et une ancienne carrière de craie transformée en lac, dénommé le « lac Bleu ».
Le territoire de la commune est limitrophe de ceux de quatre communes.
Les communes limitrophes sont Gavrelle, Fampoux, Pelves et Plouvain.

### Géologie et relief
La superficie de la commune est de 4,87 km2 ; son altitude varie de 43  à   71 m.

### Hydrographie
La commune, située dans le bassin Artois-Picardie, est, selon le Service d'administration nationale des données et référentiels sur l'eau (Sandre), drainée par quatre cours d'eau :
- la Scarpe canalisée, d'une longueur de 67 km, qui prend sa source dans la commune d'Arras et se jette dans L'Escaut canalisée au niveau de la commune de Mortagne-du-Nord dans le département du Nord[4] ;

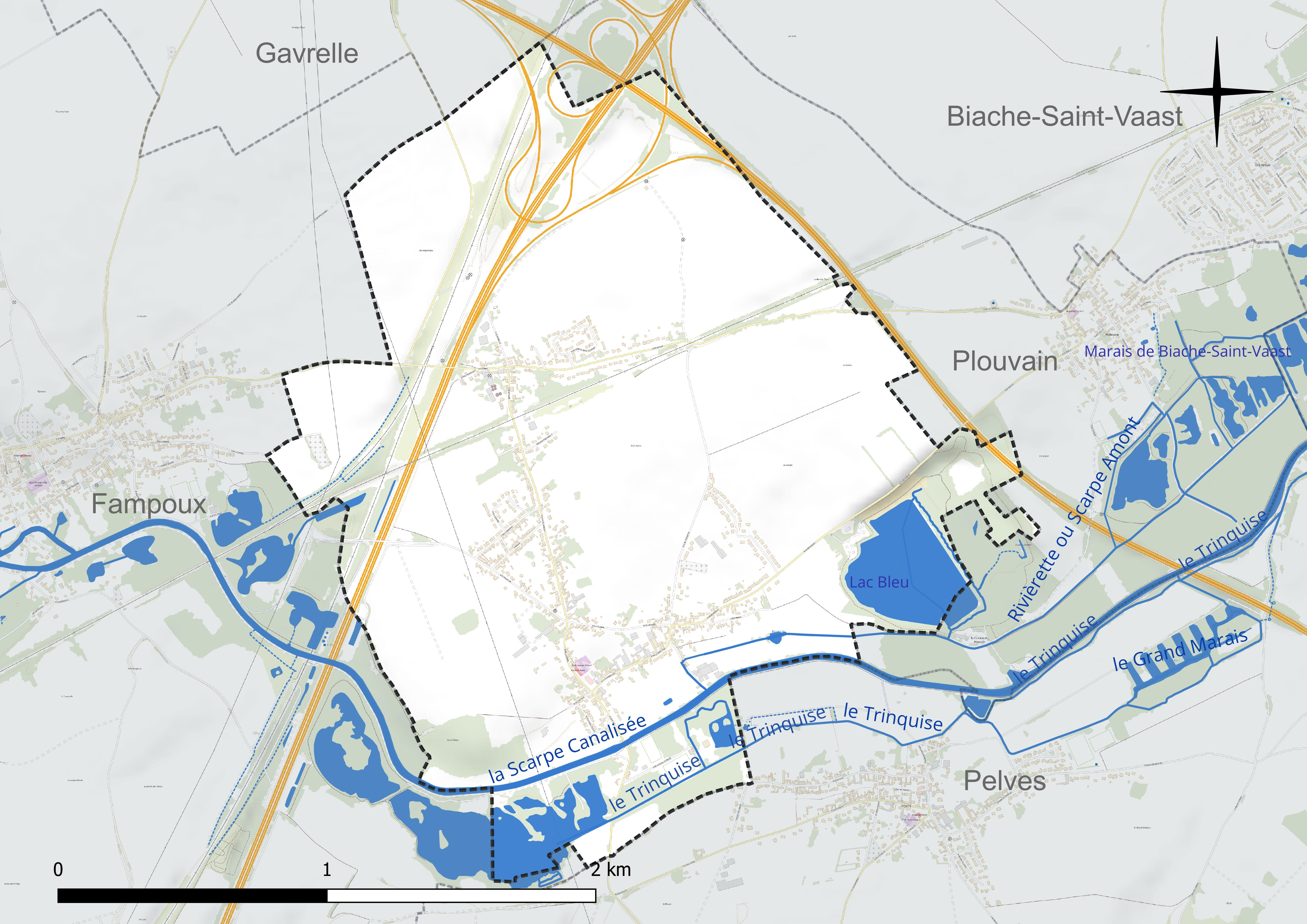
Réseau hydrographique de Rœux.

- le Trinquis, d'une longueur de 9,76 km, qui prend sa source dans la commune et se jette dans la Sensée au niveau de la commune d’Étaing[5] ;
- la Rivièrette ou Scarpe Amont, d'une longueur de 4,64 km qui prend sa source dans la commune et se jette dans la Scarpe canalisée au niveau de la commune de Biache-Saint-Vaast[6] ;
- le marais de l'Obbet, d'une longueur de 0,45 km qui prend sa source dans la commune et se jette dans la Rivièrette ou Scarpe Amont au niveau de la commune[7].

### Climat
Pour des articles plus généraux, voir Climat des Hauts-de-France et Climat du Nord-Pas-de-Calais.
En 2010, le climat de la commune est de type climat océanique dégradé des plaines du Centre et du Nord, selon une étude du Centre national de la recherche scientifique (CNRS) s'appuyant sur une série de données couvrant la période 1971-2000. En 2020, Météo-France publie une typologie des climats de la France métropolitaine dans laquelle la commune est exposée à un climat océanique et est dans la région climatique Nord-est du bassin Parisien, caractérisée par un ensoleillement médiocre, une pluviométrie moyenne régulièrement répartie au cours de l’année et un hiver froid (3 °C).
Pour la période 1971-2000, la température annuelle moyenne est de 10,5 °C, avec une amplitude thermique annuelle de 14,5 °C. Le cumul annuel moyen de précipitations est de 697 mm, avec 11,9 jours de précipitations en janvier et 8,9 jours en juillet. Pour la période 1991-2020, la température moyenne annuelle observée sur la station météorologique la plus proche, située sur la commune de Wancourt à 6 km à vol d'oiseau, est de 10,8 °C et le cumul annuel moyen de précipitations est de 711,4 mm,. Pour l'avenir, les paramètres climatiques de la commune estimés pour 2050 selon différents scénarios d'émission de gaz à effet de serre sont consultables sur un site dédié publié par Météo-France en novembre 2022.

### Milieux naturels et biodiversité

#### Zones naturelles d'intérêt écologique, faunistique et floristique
L’inventaire des zones naturelles d'intérêt écologique, faunistique et floristique (ZNIEFF) a pour objectif de réaliser une couverture des zones les plus intéressantes sur le plan écologique, essentiellement dans la perspective d’améliorer la connaissance du patrimoine naturel national et de fournir aux différents décideurs un outil d’aide à la prise en compte de l’environnement dans l’aménagement du territoire.
Le territoire communal comprend une ZNIEFF de type 1 : les marais de Biache-St-Vaast à Saint-Laurent-Blangy, d’une superficie de 601 ha. Cet ensemble de marais s’inscrit dans le système alluvial de la moyenne vallée de la Scarpe, base fondatrice de la trame verte et bleue. Aménagé pour diverses activités humaines (accueil du public, pêche, loisirs…), il constitue néanmoins un cœur de nature sur le plan de la biodiversité.
et une ZNIEFF de type 2 : la vallée de la Scarpe entre Arras et Vitry-en-Artois, d’une superficie de 1 632 ha et d'une altitude variant de 43  à   62 mètres. Sur ce site alluvial inondable plus ou moins tourbeux on y trouve des sites remarquables : le marais de Vitry en Artois, le marais du pont à Rœux et le secteur des anciennes tourbières de Plouvain et Biache-Saint-Vaast.

Carte des ZNIEFF de type 1 et 2 sur la commune
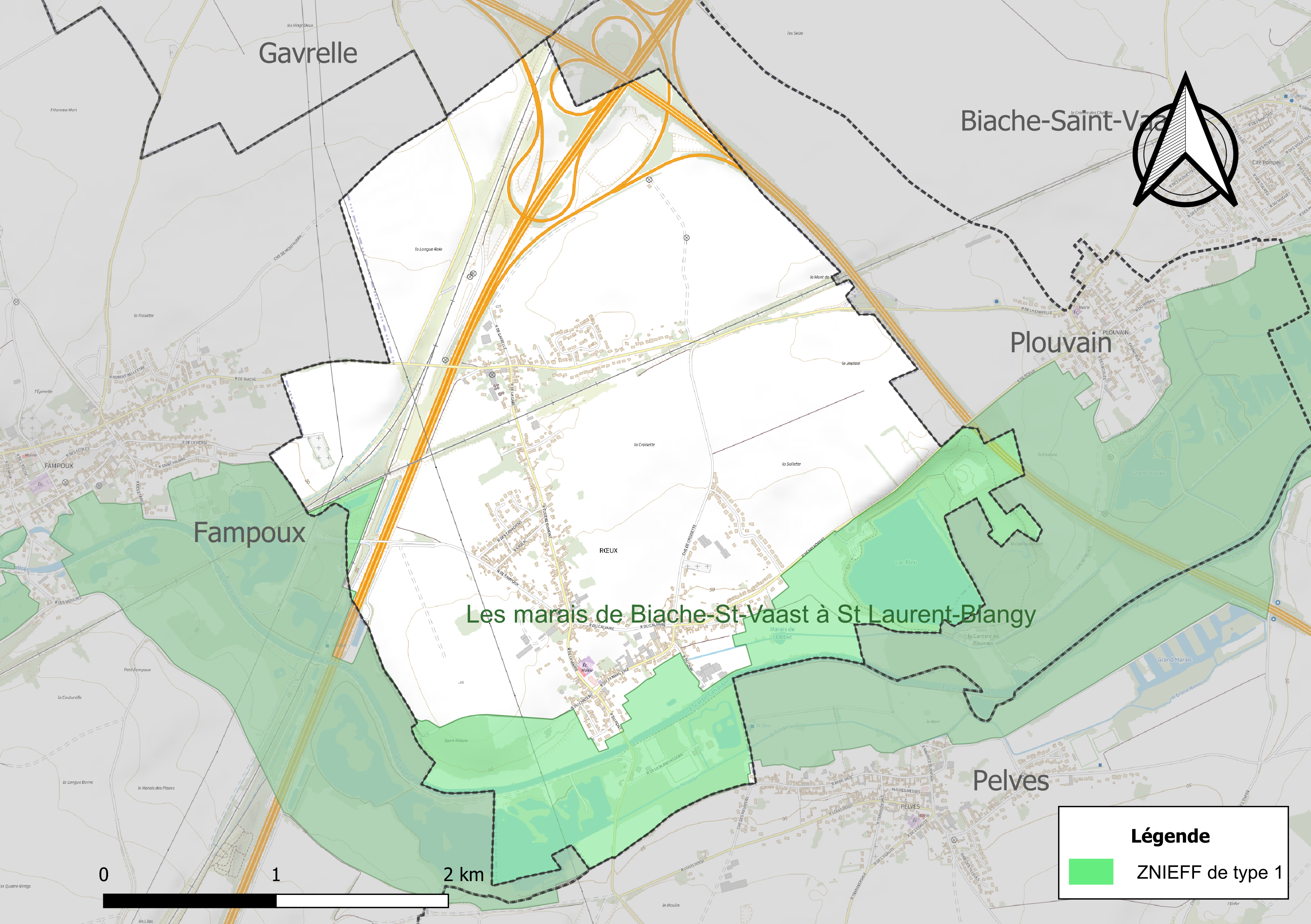
Carte de la ZNIEFF de type 1 sur la commune.
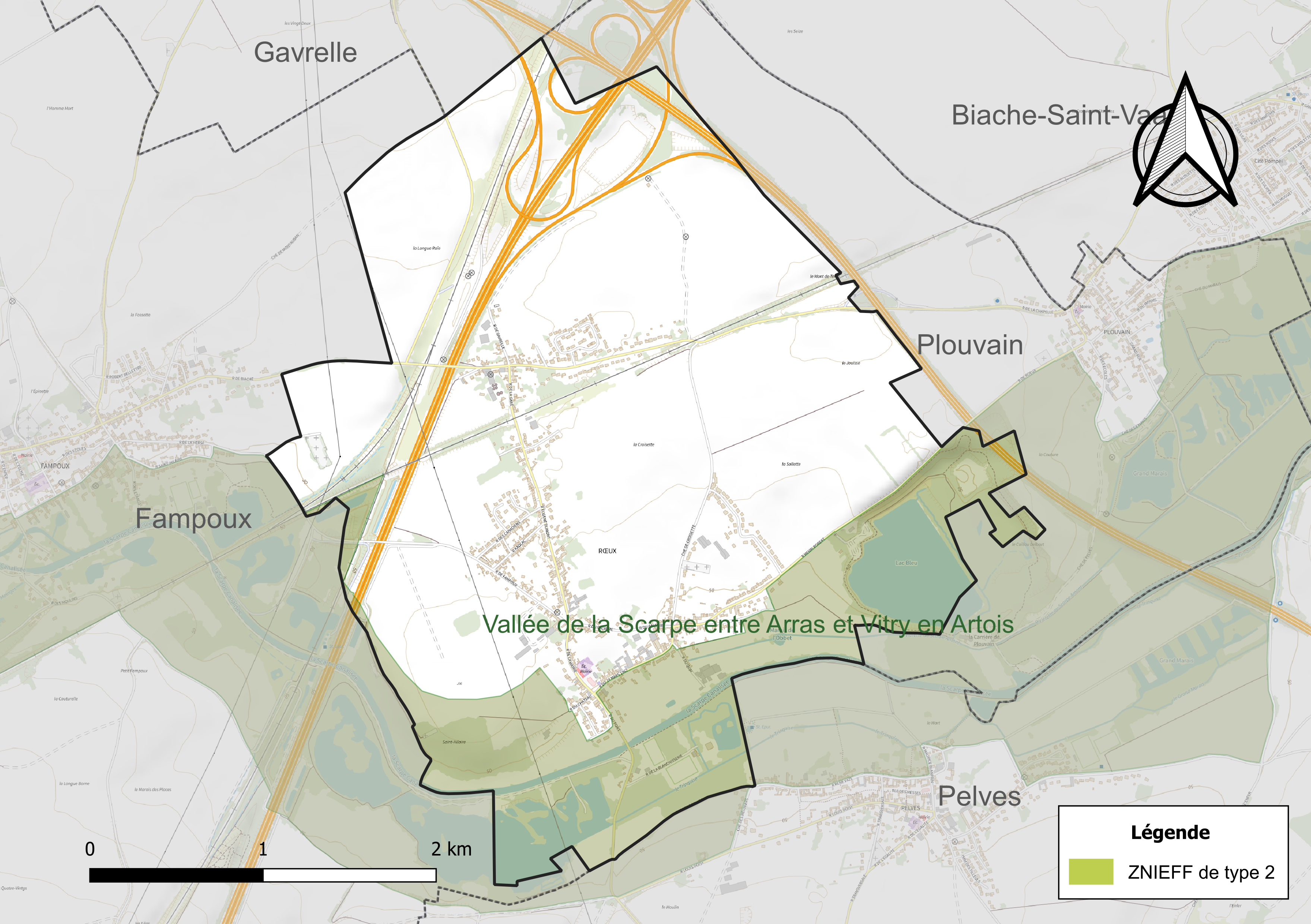
Carte de la ZNIEFF de type 2 sur la commune.

#### Espèces faunistiques et floristiques
L’Inventaire national du patrimoine naturel (INPN) recense plusieurs espèces faunistiques et floristiques sur le territoire de la commune dont certaines sont protégées et d’autres menacées et quasi-menacées.

## Urbanisme

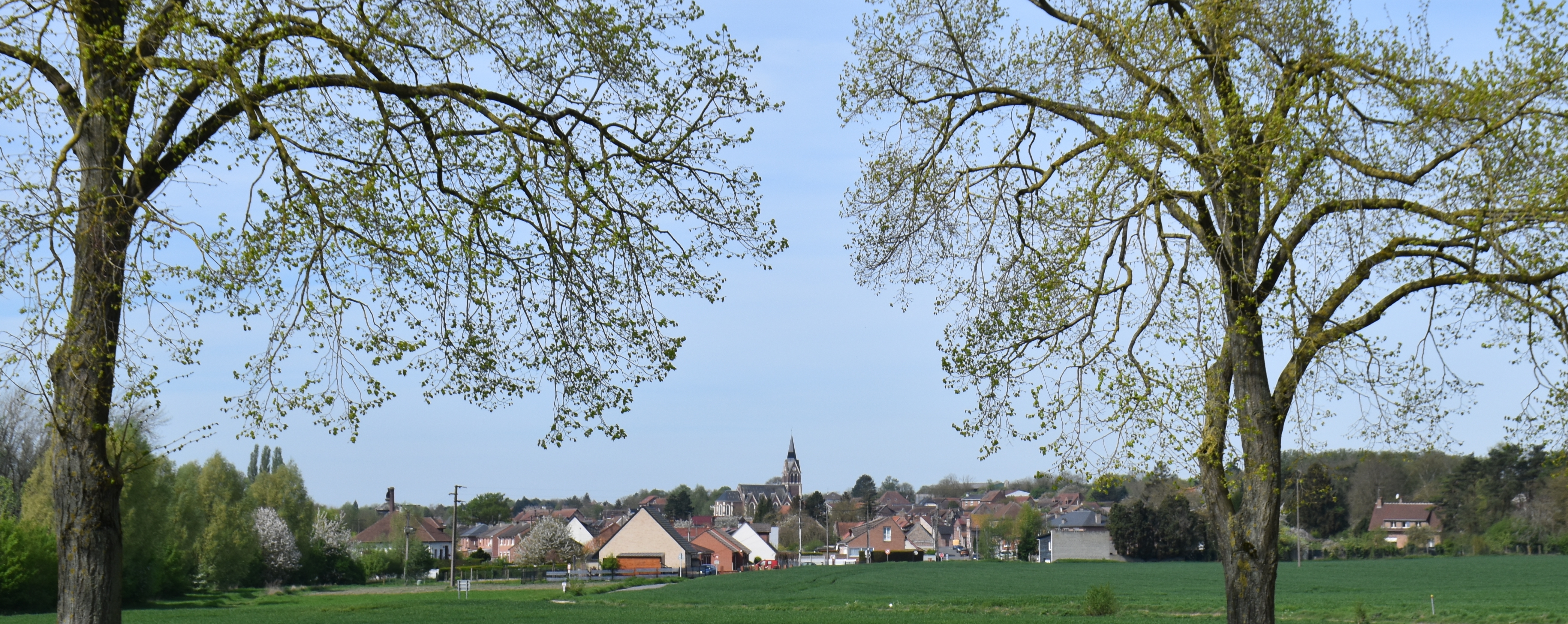
Une vue de la commune.

### Typologie
Au 1er janvier 2024, Rœux est catégorisée ceinture urbaine, selon la nouvelle grille communale de densité à sept niveaux définie par l'Insee en 2022.
Elle appartient à l'unité urbaine de Rœux, une agglomération intra-départementale regroupant deux  communes, dont elle est ville-centre,,. Par ailleurs la commune fait partie de l'aire d'attraction d'Arras, dont elle est une commune de la couronne,. Cette aire, qui regroupe 163 communes, est catégorisée dans les aires de 50 000 à moins de 200 000 habitants,.

### Occupation des sols
L'occupation des sols de la commune, telle qu'elle ressort de la base de données européenne d’occupation biophysique des sols Corine Land Cover (CLC), est marquée par l'importance des territoires agricoles (62,1 % en 2018), en diminution par rapport à 1990 (73,5 %). La répartition détaillée en 2018 est la suivante : 
terres arables (56,9 %), zones urbanisées (15,7 %), zones industrielles ou commerciales et réseaux de communication (12,8 %), prairies (5,3 %), espaces verts artificialisés, non agricoles (4,7 %), zones humides intérieures (3,9 %), forêts (0,8 %). L'évolution de l’occupation des sols de la commune et de ses infrastructures peut être observée sur les différentes représentations cartographiques du territoire : la carte de Cassini (XVIIIe siècle), la carte d'état-major (1820-1866) et les cartes ou photos aériennes de l'IGN pour la période actuelle (1950 à aujourd'hui).

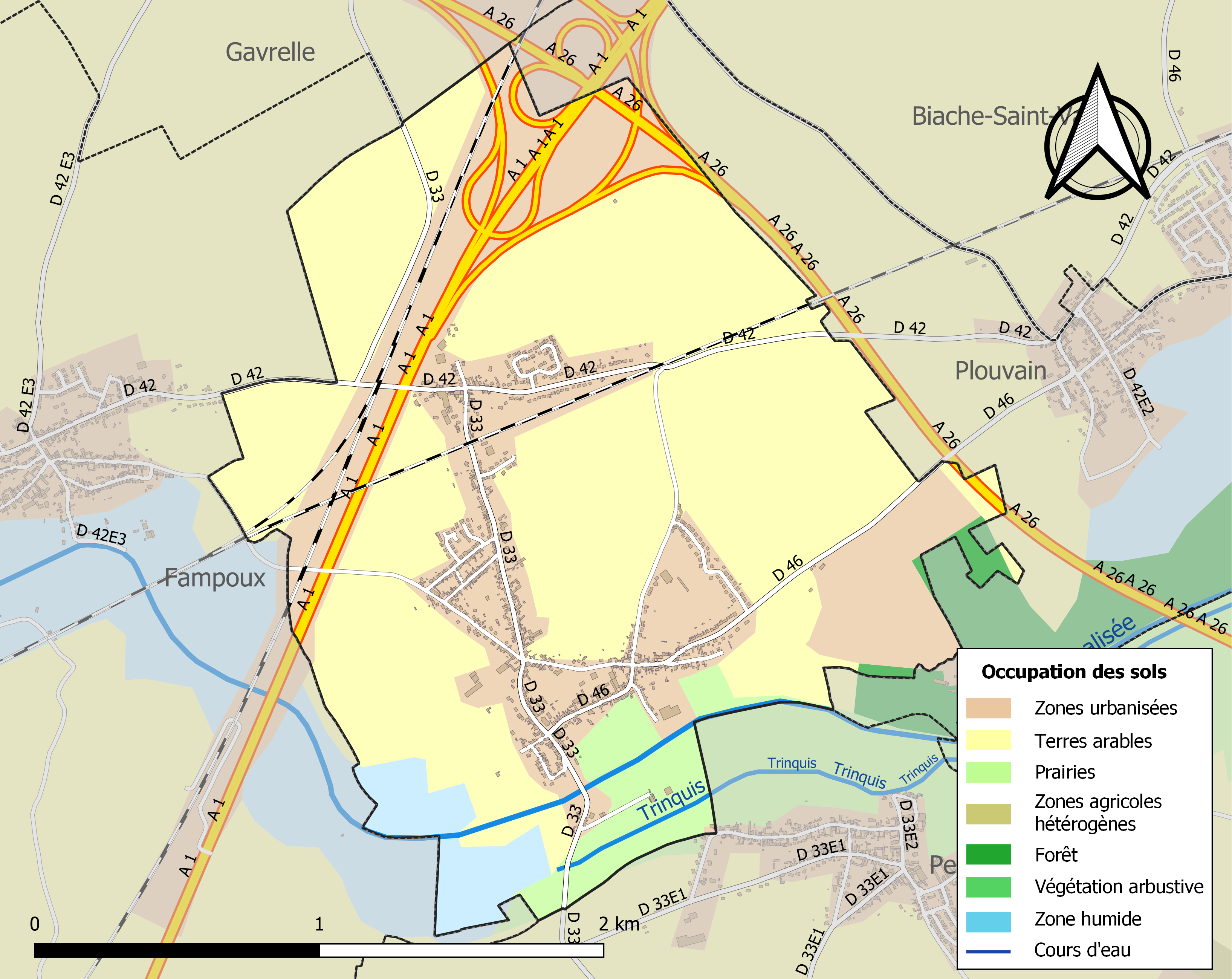
Carte des infrastructures et de l'occupation des sols de la commune en 2018 (CLC).

### Voies de communication et transports
La commune est située à cinq kilomètres de la sortie 16 de l'autoroute A1 reliant Lille (à 40 km) à Paris (à 180 km).

## Toponymie
Le nom de la localité est attesté sous les formes Reut, Reuth au XIIe siècle ; Rueth en 1225 ; Reus en 1228 ; Rueth in Ostrevando en 1237 ; Ruet en 1259 ; Rodium en 1262 ; Reu en 1367 ; Reur au XIVe siècle ; Roeult au XVIe siècle ; Reult-lès-Fampoulx en 1517 ; Roeux en 1793 et Roeux depuis 1801.
Toponyme issu de l'étymon rodium, du germanique roden « essartage », ruda, riuti (terme de défrichement).
Rode en flamand.

## Histoire
Avant la Révolution française, Rœux est le siège d'une seigneurie. En 1760, le titulaire en est Henri Joseph Thieffries de Rœux, écuyer, époux de Marie Anne Joseph Lexin. Leur fille Marie Jeanne Henriette Hyacinthe Joseph (1738-après 1801), nait à Rœux, épouse en 1760 Charles Joseph Lespagnol (1731-1801), écuyer, seigneur de Grimbry sur Roubaix, bourgeois de Lille, conseiller des États de Lille, premier conseiller pensionnaire (conseiller juridique) de la ville. Elle meurt après son mari.
D'après l'historien français Auguste de Loisne : « Rœux, en 1789, faisait partie de la gouvernance d'Arras et suivait la coutume d'Artois. Son église paroissiale, diocèse d'Arras, doyenné de Croisilles, district de Fampoux, était consacrée à saint Hilaire ; l’évêque d’Arras présentait à la cure. »
La commune est décorée de la croix de guerre 1914-1918 par décret du 23 septembre 1920, distinction également attribuée à 276 autres communes du Pas-de-Calais.

## Politique et administration

### Découpage territorial
La commune se trouve dans l'arrondissement d'Arras du département du Pas-de-Calais.

#### Commune et intercommunalités
La commune est membre de la communauté urbaine d'Arras qui regroupe 46 communes et totalise 109 776 habitants en 2021.

#### Circonscriptions administratives
La commune est rattachée au canton de Brebières.

#### Circonscriptions électorales
Pour l'élection des députés, la commune fait partie de la première circonscription du Pas-de-Calais.

#### Liste des maires

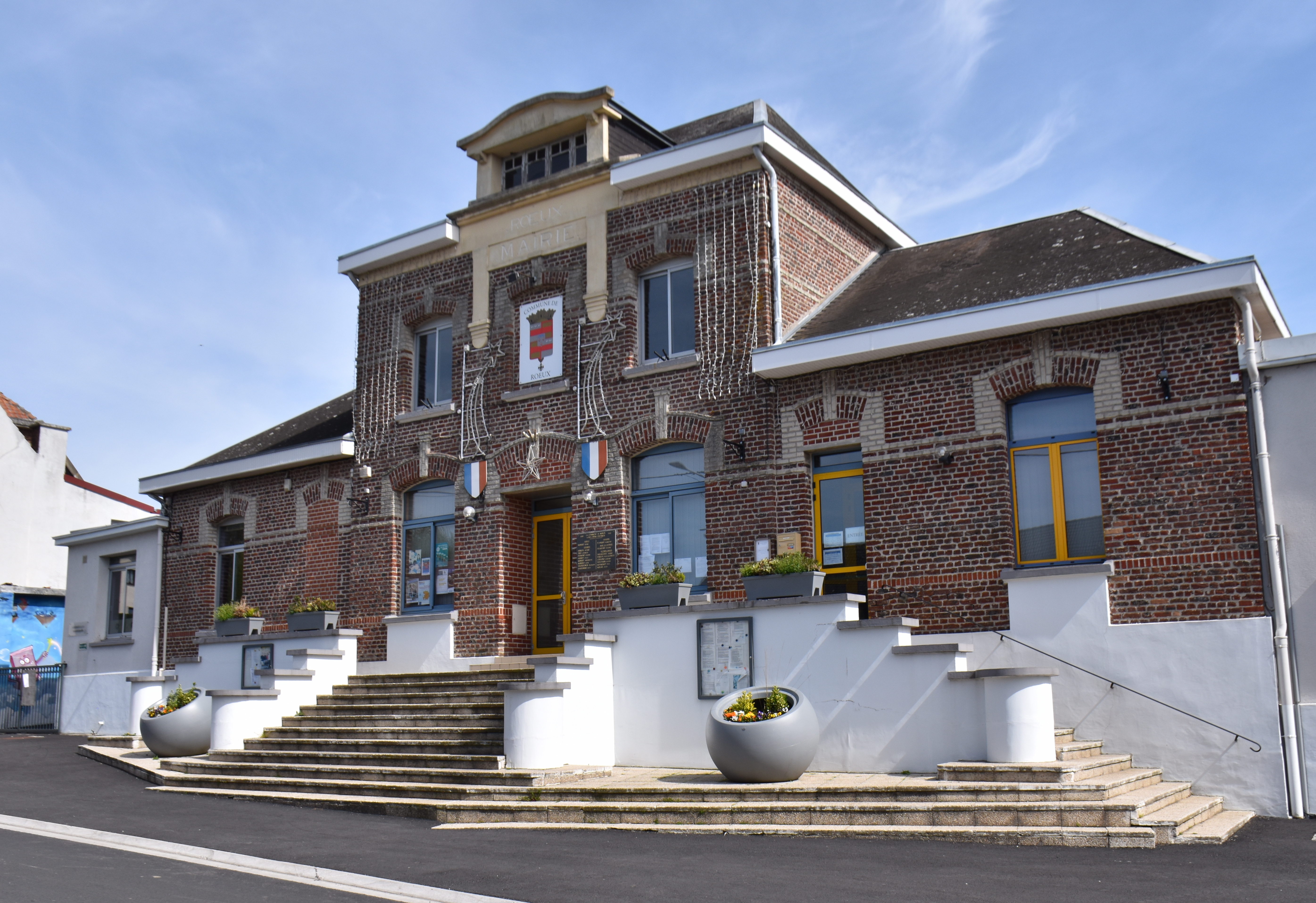
La mairie.

## Population et société

### Démographie
Les habitants sont appelés les Rœuxois.

#### Évolution démographique
L'évolution du nombre d'habitants est connue à travers les recensements de la population effectués dans la commune depuis 1793. Pour les communes de moins de 10 000 habitants, une enquête de recensement portant sur toute la population est réalisée tous les cinq ans, les populations de référence des années intermédiaires étant quant à elles estimées par interpolation ou extrapolation. Pour la commune, le premier recensement exhaustif entrant dans le cadre du nouveau dispositif a été réalisé en 2004.

En 2022, la commune comptait 1 393 habitants, en évolution de −4,78 % par rapport à 2016 (Pas-de-Calais : −0,72 %, France hors Mayotte : +2,11 %).
| 1793 | 1800 | 1806 | 1821 | 1831 | 1836 | 1841 | 1846 | 1851 |
| ---- | ---- | ---- | ---- | ---- | ---- | ---- | ---- | ---- |
| 366  | 389  | 428  | 537  | 594  | 586  | 617  | 656  | 646  |

| 1856 | 1861 | 1866 | 1872 | 1876 | 1881 | 1886 | 1891 | 1896  |
| ---- | ---- | ---- | ---- | ---- | ---- | ---- | ---- | ----- |
| 602  | 608  | 608  | 637  | 690  | 762  | 829  | 910  | 1 012 |

| 1901  | 1906  | 1911  | 1921 | 1926 | 1931 | 1936 | 1946 | 1954 |
| ----- | ----- | ----- | ---- | ---- | ---- | ---- | ---- | ---- |
| 1 044 | 1 053 | 1 027 | 476  | 738  | 692  | 728  | 700  | 812  |

| 1962 | 1968 | 1975 | 1982  | 1990  | 1999  | 2004  | 2006  | 2009  |
| ---- | ---- | ---- | ----- | ----- | ----- | ----- | ----- | ----- |
| 847  | 917  | 991  | 1 057 | 1 454 | 1 458 | 1 410 | 1 379 | 1 399 |

| 2014  | 2019  | 2022  | - | - | - | - | - | - |
| ----- | ----- | ----- | - | - | - | - | - | - |
| 1 485 | 1 413 | 1 393 | - | - | - | - | - | - |

#### Pyramide des âges
En 2018, le taux de personnes d'un âge inférieur à 30 ans s'élève à 32,4 %, soit en dessous de la moyenne départementale (36,7 %). De même, le taux de personnes d'âge supérieur à 60 ans est de 24,0 % la même année, alors qu'il est de 24,9 % au niveau départemental.
En 2018, la commune comptait 744 hommes pour 686 femmes, soit un taux de 52,03 % d'hommes, largement supérieur au taux départemental (48,50 %).
Les pyramides des âges de la commune et du département s'établissent comme suit.
| Hommes | Classe d’âge | Femmes |
| ------ | ------------ | ------ |
| 0,1    | 90 ou +      | 1,3    |
| 4,8    | 75-89 ans    | 6,2    |
| 17,0   | 60-74 ans    | 18,7   |
| 22,0   | 45-59 ans    | 24,6   |
| 19,2   | 30-44 ans    | 21,5   |
| 15,9   | 15-29 ans    | 12,7   |
| 21,0   | 0-14 ans     | 14,9   |

| Hommes | Classe d’âge | Femmes |
| ------ | ------------ | ------ |
| 0,5    | 90 ou +      | 1,6    |
| 5,6    | 75-89 ans    | 8,9    |
| 16,7   | 60-74 ans    | 18,1   |
| 20,2   | 45-59 ans    | 19,2   |
| 18,9   | 30-44 ans    | 18,1   |
| 18,2   | 15-29 ans    | 16,2   |
| 19,9   | 0-14 ans     | 17,9   |

## Culture locale et patrimoine

### Lieux et monuments

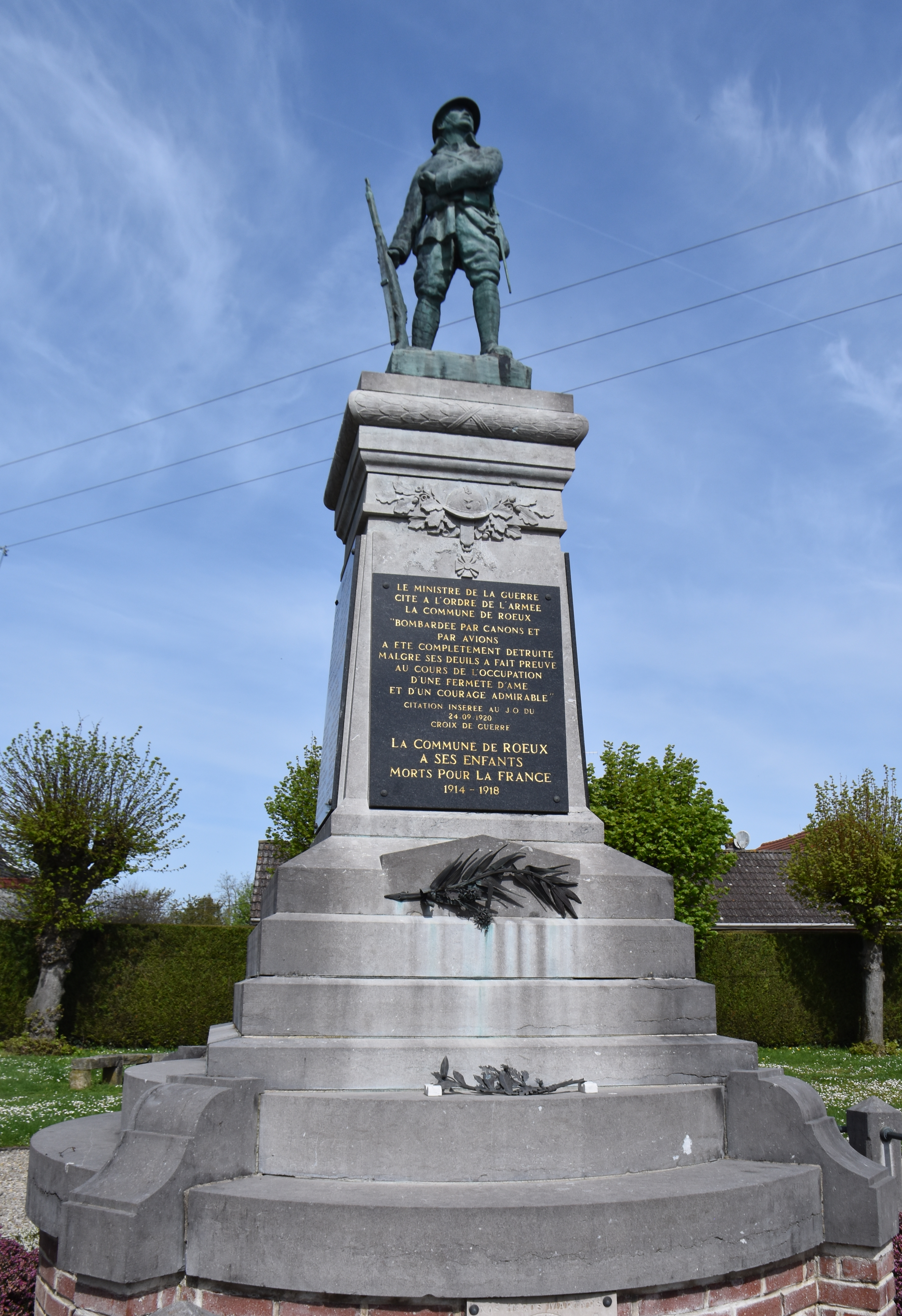

- L'église Sainte-Hilaire.

- La gare de Rœux.

- Les marais.

- Le lac Bleu.

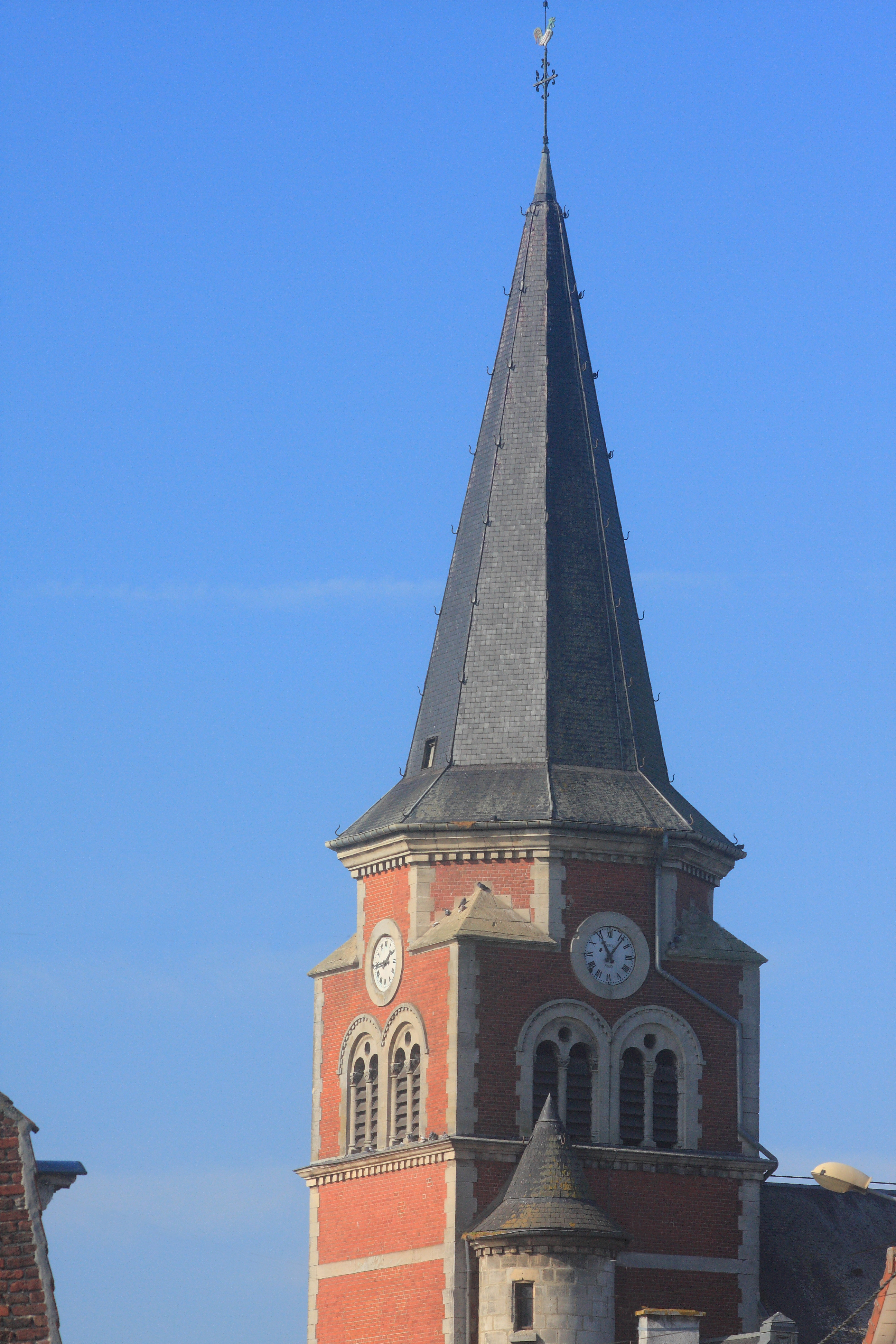
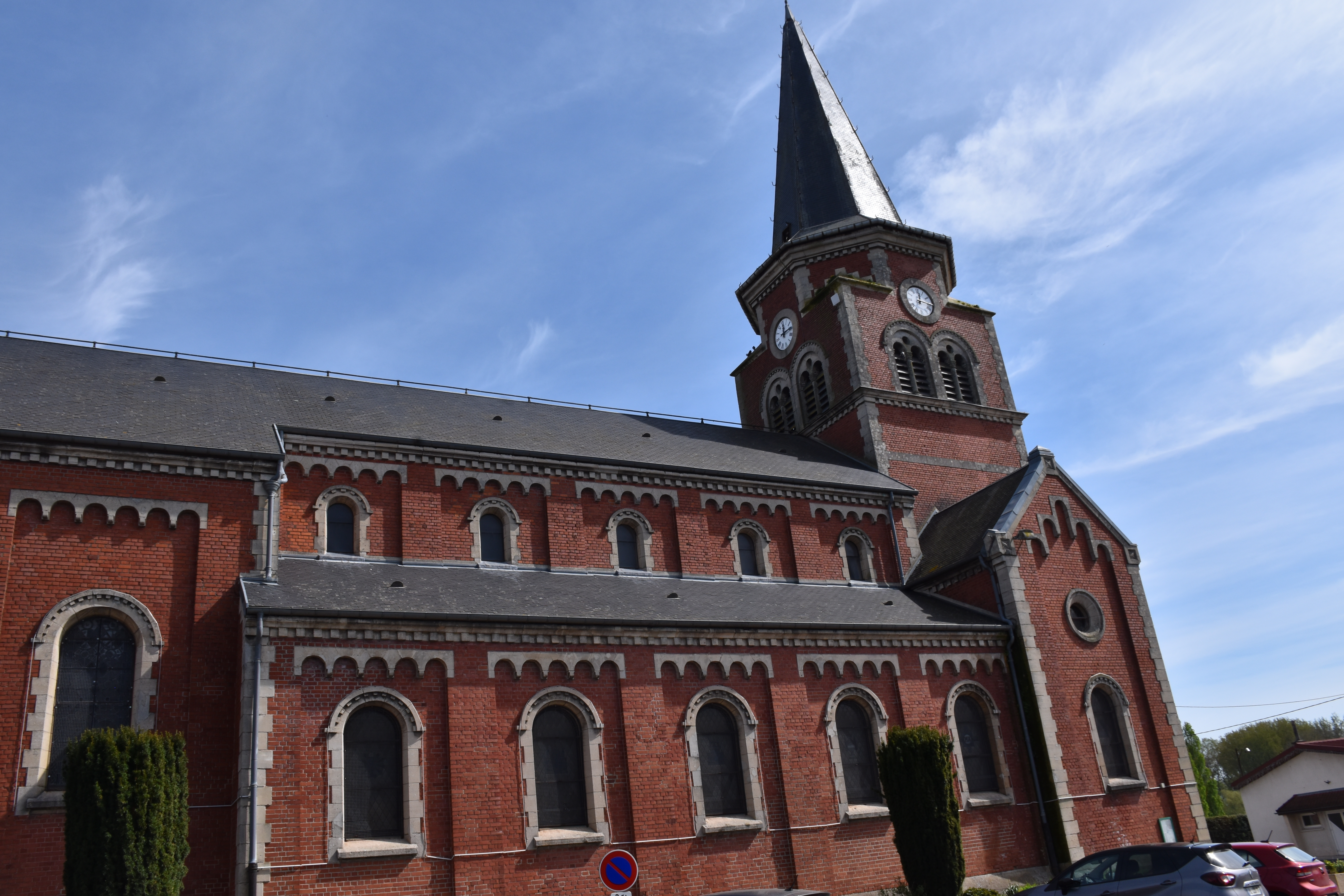
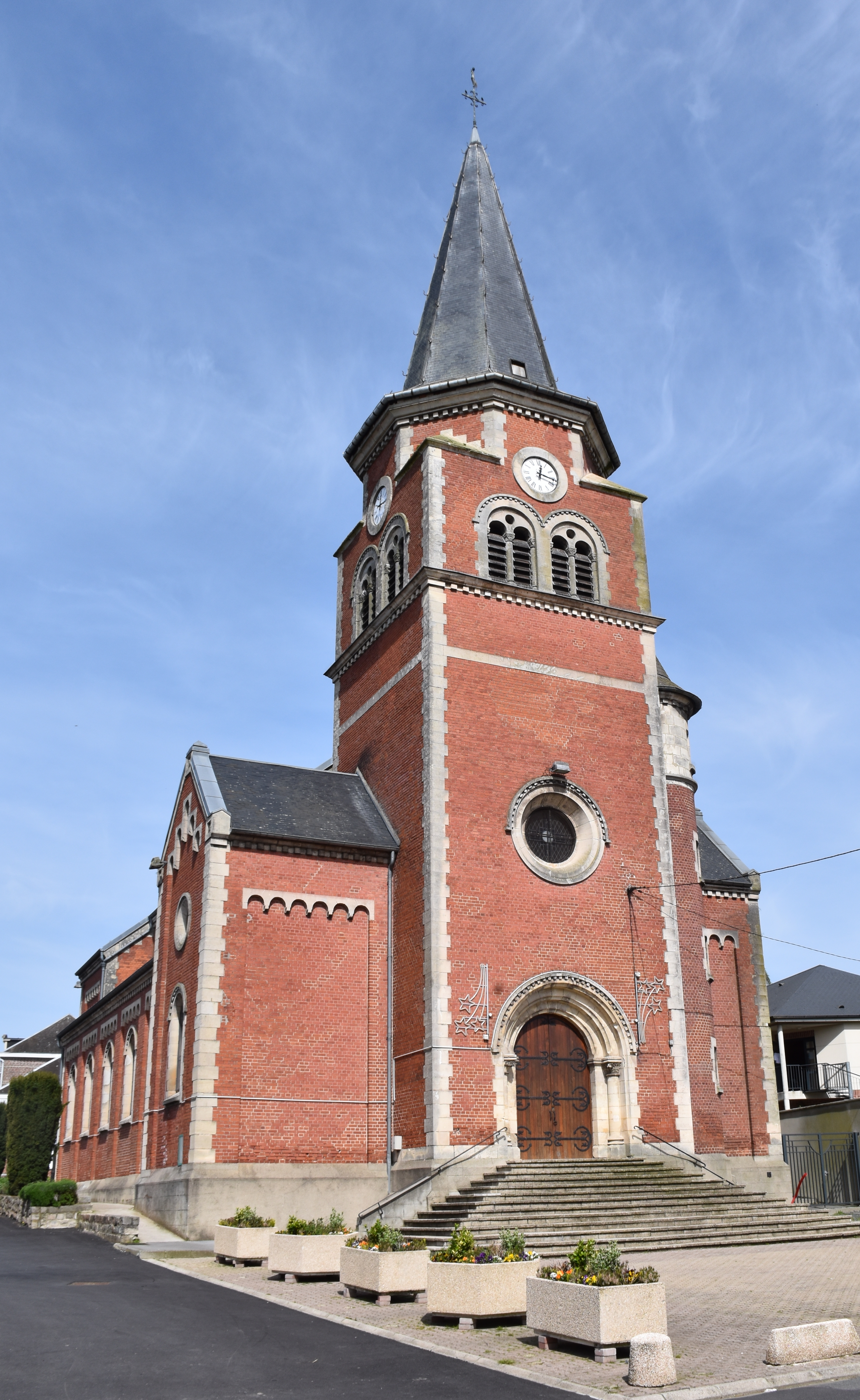

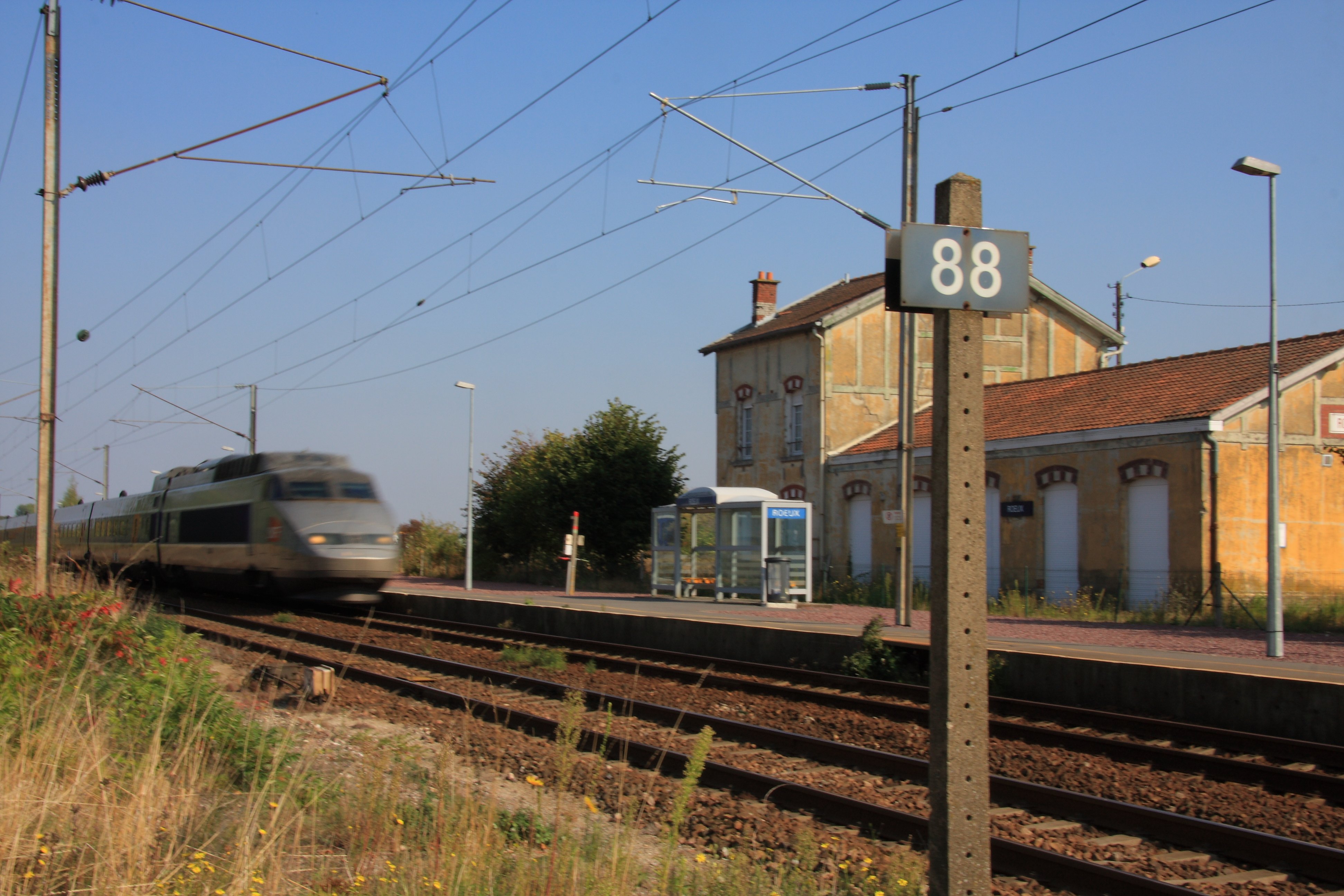
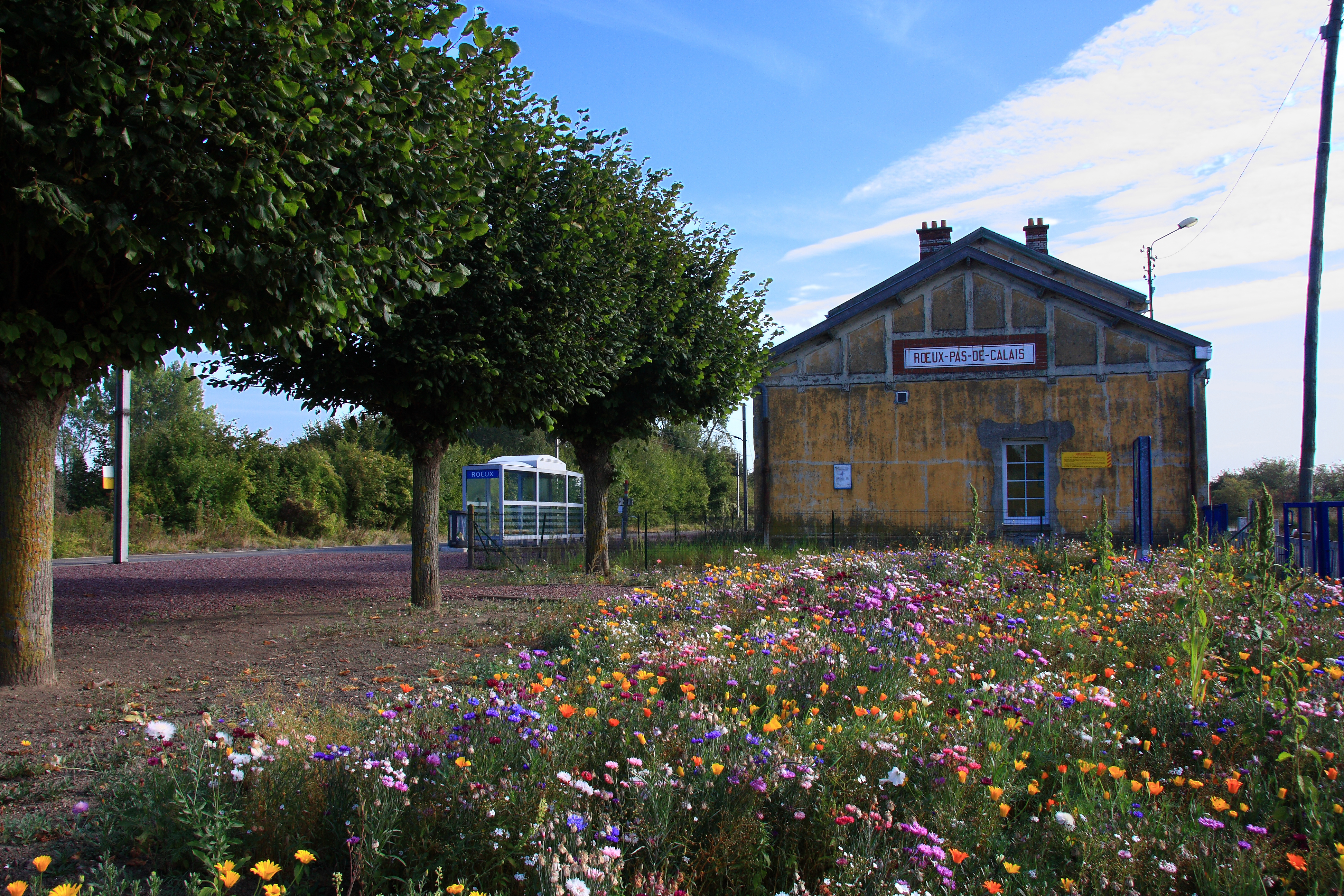

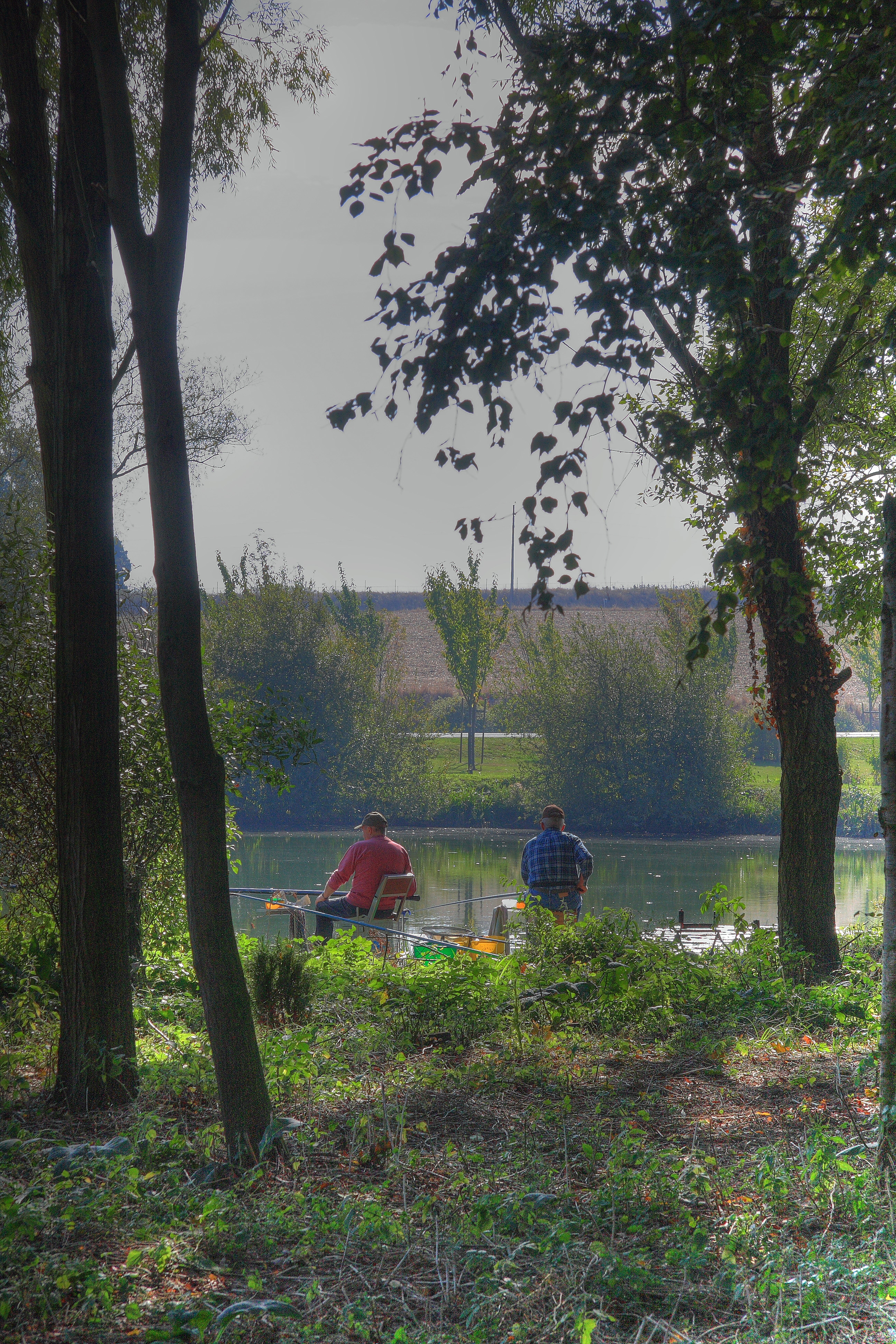
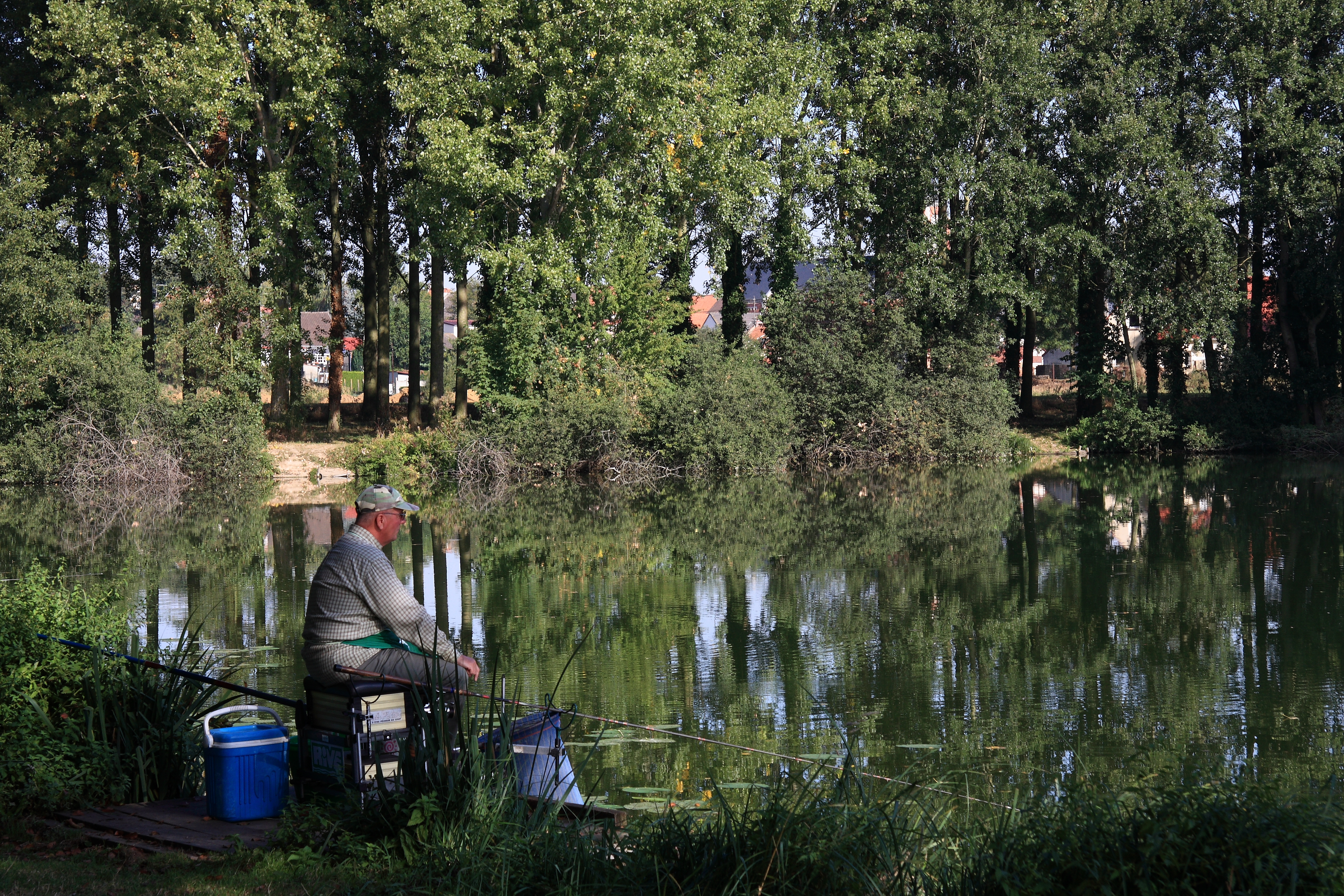
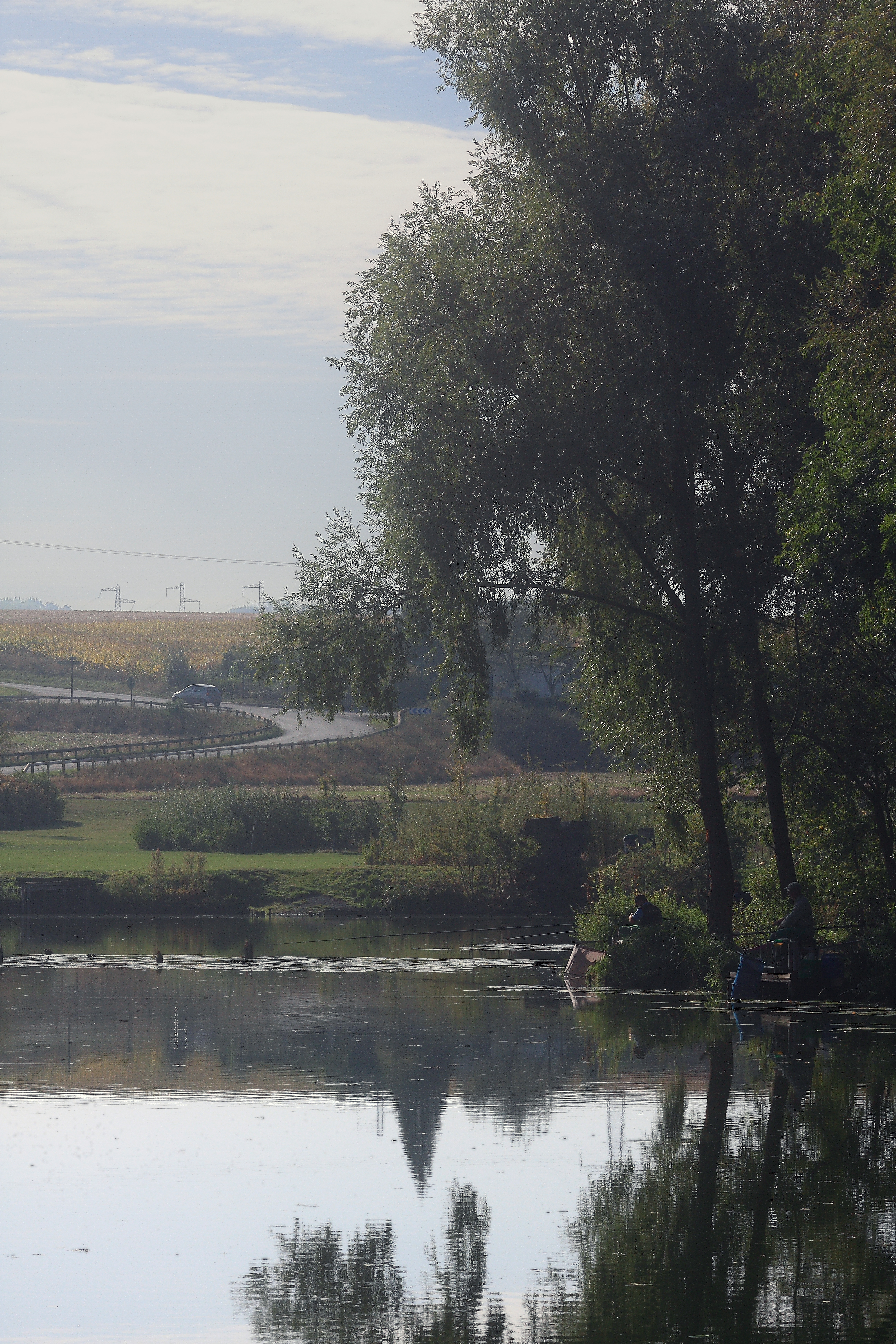
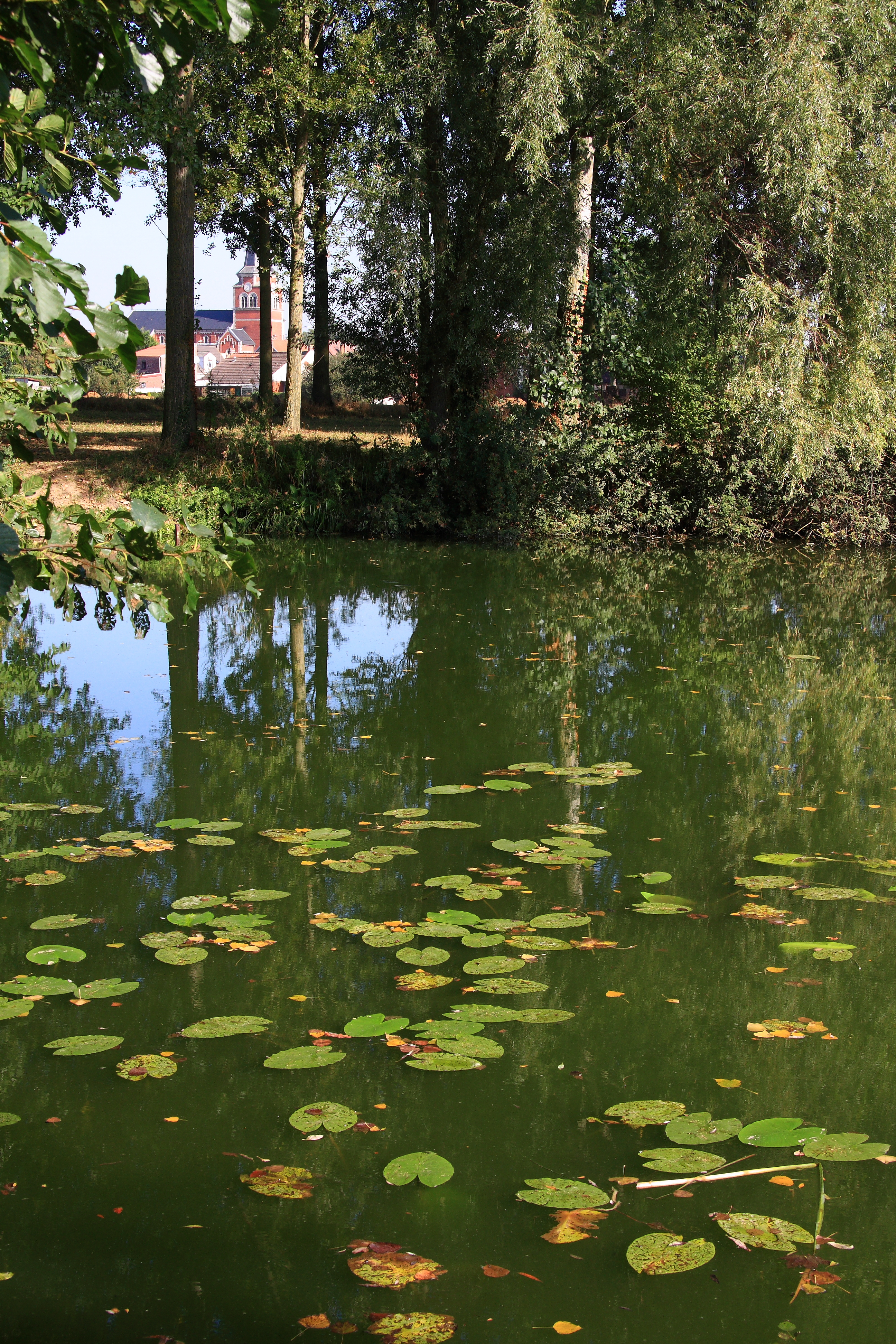

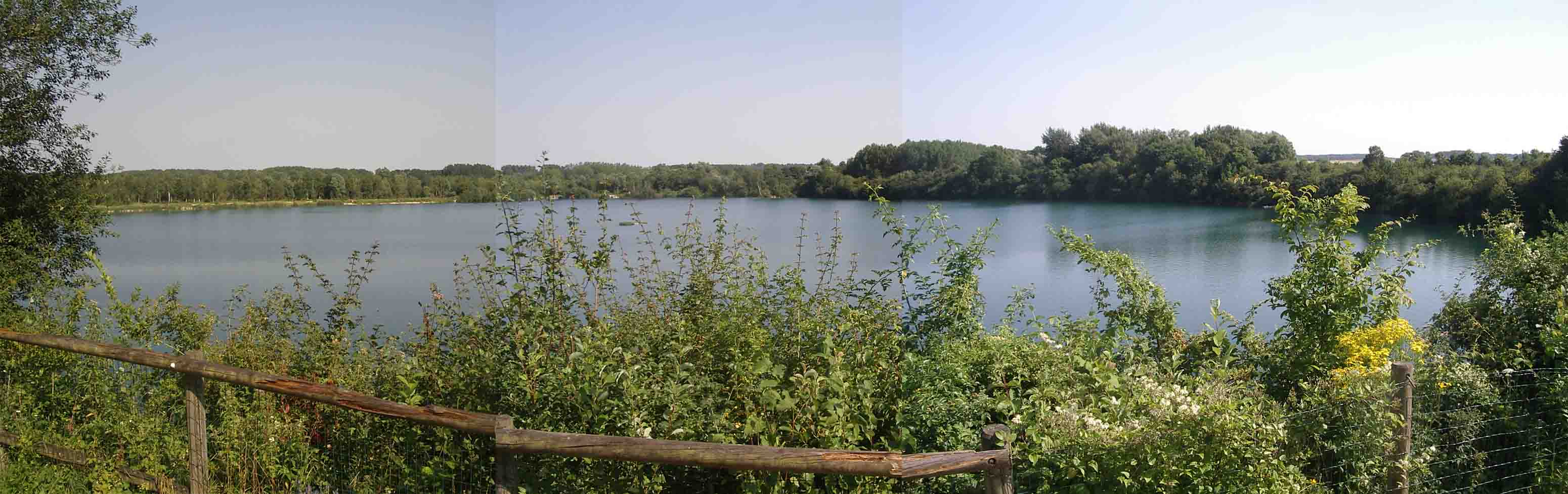

- Les deux cimetières britanniques :
  - le Roeux British Cemetery ;
  - le Brown's Copse Cemetery.

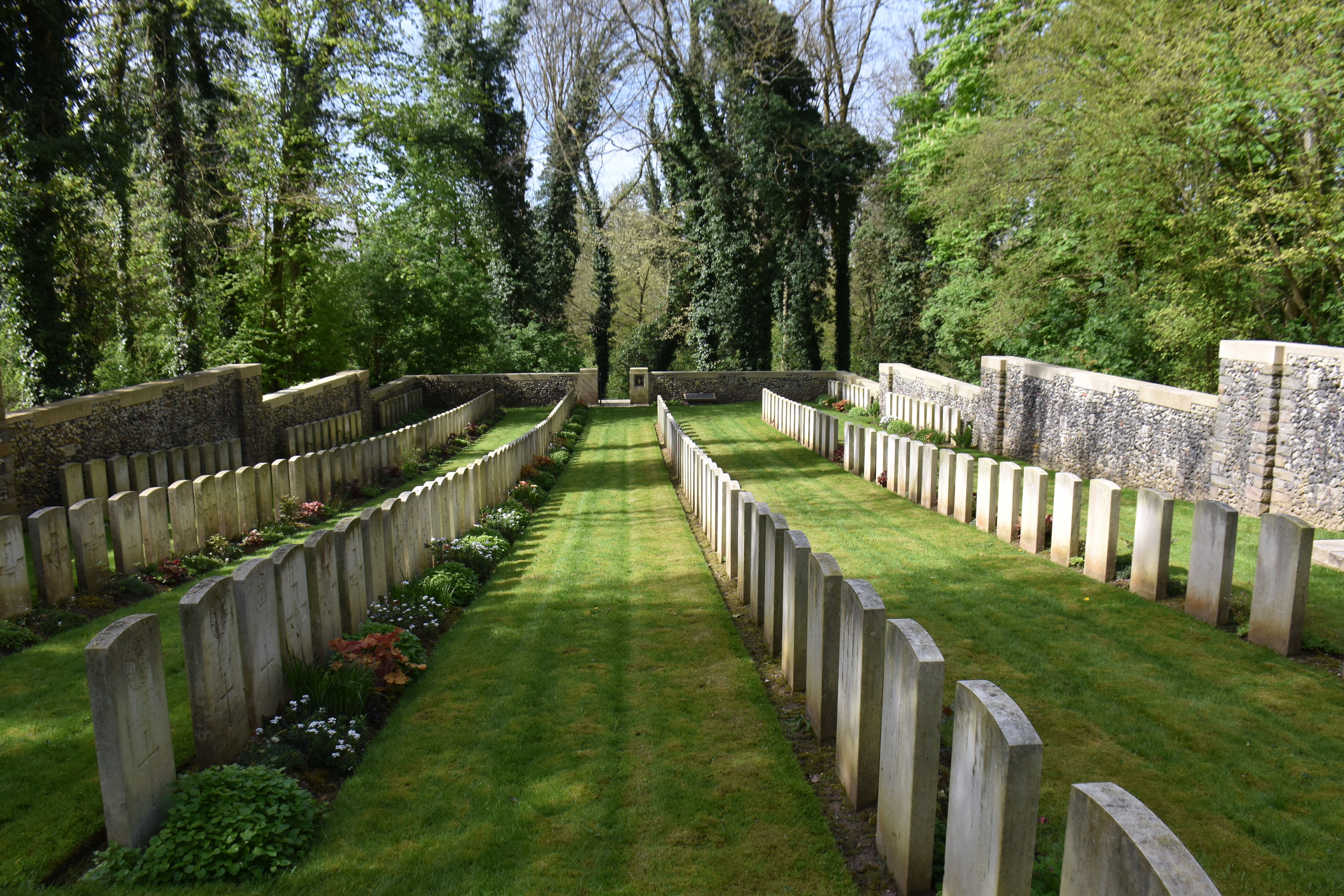
Le Roeux British Cemetery.
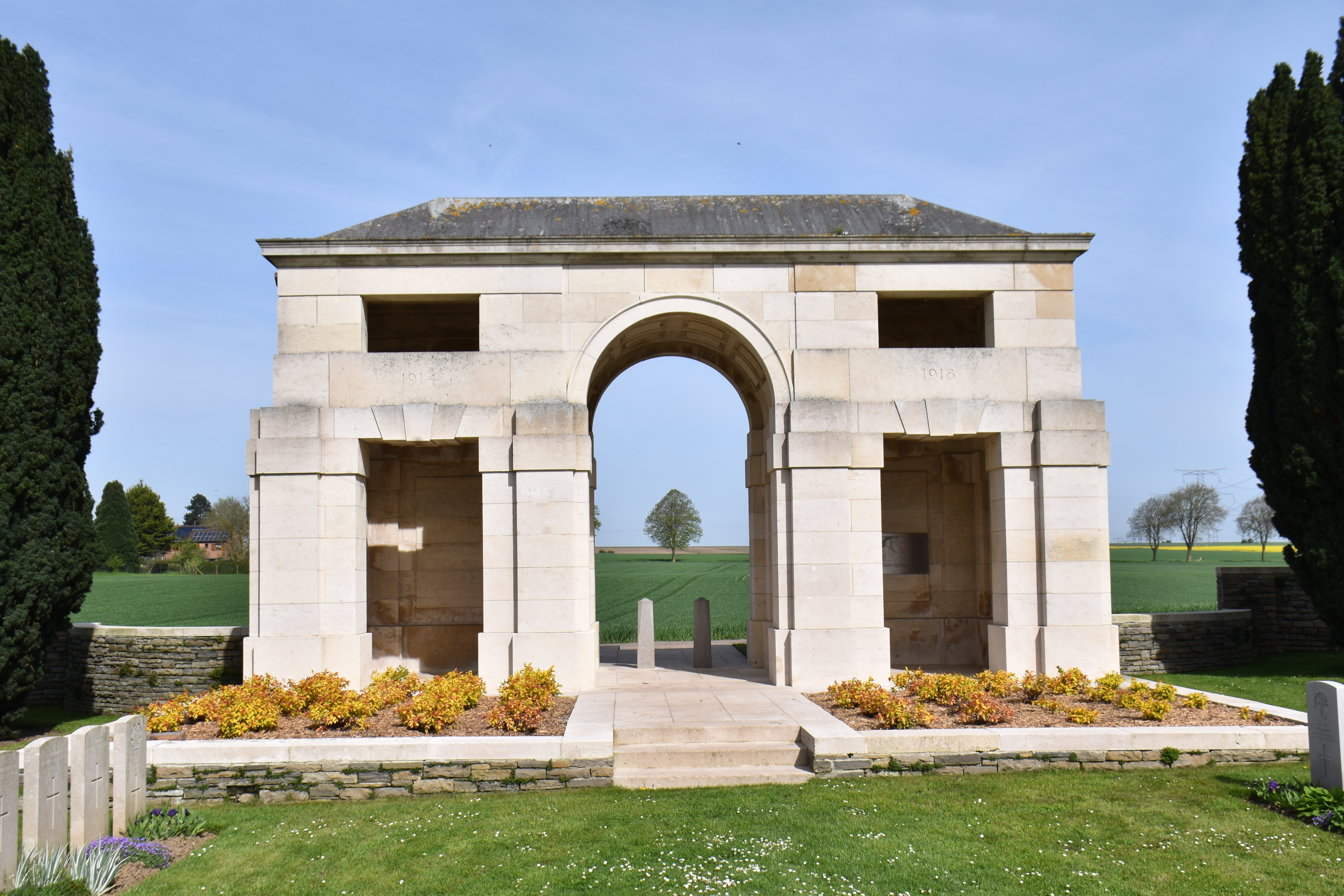
Le Brown's Copse Cemetery.

- Le monument aux morts[39].

### Héraldique
| Blason de Rœux | Blason  | Écartelé : aux 1er et 4e d'argent à la fasce de gueules surmontée de trois coqs de sable, aux 2e et 3e d'or à la fasce de gueules et à la bordure engrêlée du même; sur le tout, d'argent à trois fleurs de lis de gueules surmontées d'un lambel d'azur à trois pendants. Ornements extérieursCroix de guerre 1914-1918 |
| Blason de Rœux | Détails | Adopté par la municipalité le 25 mars 1992. |

## Pour approfondir

#### Bases de données, dictionnaires et encyclopédies
- Ressources relatives à la géographie :   - Insee (communes)
  - Ldh/EHESS/Cassini
- Ressource relative à plusieurs domaines :   - Annuaire du service public français